# Два Доктора
Два Доктора (англ. The Two Doctors) — четвёртая серия двадцать второго сезона британского научно-фантастического телесериала «Доктор Кто», состоящая из трёх 45-минутных эпизодов, которые были показаны в период с 16 февраля по 2 марта 1985 года.

## Сюжет
Второй Доктор и Джейми Маккриммон приземляются на борту космической станции Химера в Третьей Зоне на задании Повелителей времени, которые также установили контроль на ТАРДИС. Доктор поясняет, что это исследовательская станция, и им нужно поговорить с начальником Дастари. Они оказываются на кухне, где встречают повара Шокая, андрогама, примитивного гуманоида со звериными повадками. Как только они уходят — ТАРДИС исчезает. Это видит Чессен, технологически усовершестванная до уровня гения андрогам. У неё свои планы, включающие некоего Стайка, который прибудет, как только подействует яд в пище. Она также владеет модулем Карца-Раймера.
Доктор по просьбе Повелителей времени требует прекратить эксперименты Карца и Раймера. Тем временем возле станции появляются три крейсера сонтаранцев, которых впускает Чессен. Дастари отказывается прекратить эксперименты и вдруг падает на пол. Услышав выстрелы, Доктор приказывает Джейми бежать.
Тем временем Шестой Доктор и Пери рыбачат. Вернувшись на ТАРДИС, Доктор внезапно слабеет и падает без сознания. Очнувшись, он видит, что его вторую инкарнацию убивают, и решает проконсультироваться со старым другом Дастари. Но на станции, миновав систему безопасности, он обнаруживает лишь следы резни и одичавшего Джейми.
На Земле Чессен, Шокай и сонтаранский майор Варл захватывают испанскую гасиенду возле Севильи, убив её владелицу, донью Арану. Варл устанавливает маяк для сонтаранцев и сообщает, что маршал Стайк скоро прибудет. Тем временем владелец ресторана Оскар Ботчерби с банкой цианида для ловли бабочек и Анита видят приземляющийся корабль, и как Дастари с сонтаранцами несут Второго без сознания на гасиенду.
Джейми под гипнозом выдает Шестому описание сонтаранцев, и тот решает, что Второго где-то держат, причем вместе с Дастари, единственным биогенетиком в галактике, способным изолировать симбиотические ядра, позволяющие повелителям времени путешествовать сквозь время. Впав в транс он слышит Санта Марию, самый большой колокол Севильского кафедрального собора.
Усыпленного Второго держат в подвале. Чессен объясняет, что Земля нужна как аванпост для атаки на рутанцев, а также, что Шокай хочет попробовать плоть человека. ТАРДИС появляется и путешественники встречают Оскара, который принимает их за полицейских в гражданской одежде. Доктор пользуется этим и требует показать дорогу до гасиенды.
Дастари собирается выделить симбиотические ядра Второго, чтобы передать их Чессен. Шестой просит Пери отвлечь внимание, чтобы он с Джейми пробрался в подвал. Та, прервав операцию Дастари, притворяется американской студенткой, но Чессен, прочитав её мысли о Докторе, требует Шокая привести ей Второго, привязанного к креслу, чтобы увидеть её реакцию. Та не встречала Второго, поэтому не реагирует, и уходит, но её преследует Шокай, желающий её мяса. Он ловит её и приносит на кухню гасиенды. В подвале Шестой объясняет Джейми, что если бриодный распылитель модуля Карца-Раймера стыкуется с его симбиотическими ядрами — он будет безопасен. Это слышат и сонтаранцы.
Стайк угрожает убить Джейми, если Шестой не оставит свой симбиотический отпечаток в модуле. Тот подчиняется, но Джейми втыкает в ногу Стайка нож и вместе с Доктором убегает наверх, где они видят Второго. Они не успевают его освободить, появляется Шокай с Пери без сознания. Второй симулирует потерю сознания, а остальные прячутся.
Чессен предлагает Дастари имплантировать Второму гены Шокая, что сделает Доктора андрогамом, а также уничтожить сонтаранцев. Однако тем временем Стайк собирается улетать на модуле, и уже приказал Варлу установить самоуничтожение на корабле, чтобы убрать свидетелей. Чессен ведет Шокая в подвал, Шестой освобождает Пери, и говорит, что соврал: он слышал Стайка позади. Машина работает для Доктора, но не для них, так как Доктор забрал бриодный распылитель.
Дастари имплантирует Второму 50 % генов андрогама, и очнувшийся Шокай обнаруживает в Докторе родственную душу. Они отправляются в город за местной кухней. В подвале Чессен обливает сонтаранцев корониевой кислотой, и Варл погибает. Раненый Стайк пытается использовать модуль, но тот лишь обжигает его. Забыв про самоуничтожение, он пытается улететь на корабле, и тот взрывается вместе с ним.
Шестой, Пери и Джейми следуют за Вторым в Севилью, надеясь вылечить его, за ними идут и Дастари с Чессен, чтобы проследить за процессом трансформации. Второй и Шокай приходят в ресторан Оскара, где заказывают гигантские порции, но вместо платы Шокай убивает Оскара в момент прибытия Шестого и других. Шокай сбегает, а Второй возвращается в норму. Но Чессен и Дастари ловят их и отводят на гасиенду.
Чессен и Дастари, установив распылитель, тестируют модуль на Пери, и она выживает. Они разрешают Шокаю съесть Джейми, и тот забирает его на кухню. Оказывается, распылитель сработал только раз, и теперь модуль снова не работает. Шестой освобождается и идет за Джейми. На кухне Шокай ранит его, но, сбежав в поле, Доктор находит банку цианида Оскара и убивает ей андрогама.
Дастари поняв, что несмотря на улучшения, Чессен все ещё андрогам, и освобождает Второго и Пери. Это видит Чессен, убивает его и пытается пристрелить и остальных, но Джейми, кинув нож, заставляет её уронить пистолет. Она пытается сбежать в модуле, но тот взрывается вместе с ней внутри.
Второй вызывает свою ТАРДИС, вместе с Джейми прощается с остальными и улетает. По пути на свою ТАРДИС Шестой и Пери обдумывают переход на здоровую вегетарианскую диету.

## Трансляции и отзывы
| Эпизод            | Дата показа     | Продолжительность | Телезрители (в миллионах) |
| ----------------- | --------------- | ----------------- | ------------------------- |
| «Часть 1»         | 16 февраля 1985 | 44:22             | 6,6                       |
| «Часть 2»         | 23 февраля 1985 | 44:49             | 6,0                       |
| «Часть 3»         | 2 марта 1985    | 44:45             | 6,9                       |
| [ 1 ] [ 2 ] [ 3 ] |                 |                   |                           |

## Интересные факты
- В течение всего сезона сериал выпускался в формате 45-минутных эпизодов, в отличие от прежнего 25-минутного формата.
- Не считая архивных записей это последнее появление Патрика Тротона в роли Второго Доктора в сериале.
- Это последнее появление сонтаранцев в классическом сериале. Также, несмотря на то, что это раса клонов, один сонтаранец здесь выше другого, вдобавок оба человеческого роста, в то время как в предыдущих и последующих сериях они заметно ниже.
- В конце серии Доктор решает стать вегетарианцем, и действительно, до эпохи Девятого Доктора он не употребляет мясо на экране.
- Это последняя серия с несколькими Докторами (не считая благотворительного спецвыпуска «Измерения во времени») в классическом сериале.